# ناتس
ناتز (به انگلیسی: Nuts) یک مجله بین‌المللی مخصوص مردان است که در انگلستان واقع شده است. این مجله هر سه‌شنبه (در اصل هر پنجشنبه) منتشر می‌شود. شعار تبلیغاتی ناتز، زمانی که شما واقعاً به یک چیز بامزه نیاز دارید است.
این مجله همچنین از سپتامبر ۲۰۰۷ یک تلویزیون با عنوان ناتز تی‌وی راه اندازی کرده است. این شبکه از ژانویه ۲۰۰۸ به روی ماهواره رفت.